# Музей на ДАГ–ЕАМ–ЕЛАС
Музеят на ДАГ–ЕАМ–ЕЛАС (на гръцки: Μουσείο ΕΑΜ ΕΛΑΣ ΔΣΕ) е исторически музей, разположен в село Нестрам, Костурско, Гърция.

## Местоположение
Музеят е разположен в горната махала на селото - Горнени. 

## Описание
Посветен е на левицата в Съпротивата по време на окупацията на Гърция през Втората световна война (1940 - 1945) и в последвалата Гражданската война в Гърция (1946 - 1949) - Демократичната армия на Гърция (ДАГ), Националния освободителен фронт на Гърция (ЕАМ) и Гръцката народна освободителна армия (ЕЛАС). Открит е през есента на 2021 година в присъствието на Генералния секретар на Комунистическата партия на Гърция Димитриос Куцумбас.
Пред музея има паметник с метални плочи с имената на 500 жители на Нестрам и околните села участвали в комунистическата съпротива.